# Палац Петра III
Палац Петра ІІІ (рос. Дворец Петра ІІІ)- палацова споруда 18 століття в історичному парку садово-паркового ансамблю Оранієнбаум (Росія), тепер місто Ломоносов у Петродвірцевому районі Санкт-Петербурга.

## Архітектор і замовник
У 1743 році племінник російської імператриці Єлизавети Петрівни — Петро Федорович, Великий князь (принц) отримав подарунок. Це була колишня садиба О. Д. Меншикова — Оранієнбаум. Традиція створення іграшкових фортець для підлітків з вельможних та царських родин вже існувала. Адже війна і військова справа вважалися гідними і престижними для царських дітей, навіть якщо ті не мали військових здібностей.
Розпочав своє приготування до військової кар'єри і Петро Федорович. Так виникла ідея створення мініатюрної фортеці. Первісна фортеця була дерев'яна, яку вибудували у 1746 році. Петро Федорович вже мав чин підполковника лейб-гвардії Преображенського полку. Тогочасний французький дипломат Беренжер писав, що Великий князь проводить свій час у Оранієнбаумі, в навчанні солдат, дає бали і опери. Дерев'яну фортецю вирішили замінити на земляну, а проект створив фортифікатор Мартин Гофман та італійський архітектор  Антоніо Рінальді, якого перехопили у гетьмана Кирили Розумовського. Для архітектора, що був задіяний на будмайданчику велетенського палацу Казерта в Неаполі, завдання не було складним. Але Рінальді поклопотався про детально пророблений проект, аби продемонструвати царському замовнику свою обдарованість і майстерність.

## Історія побудови

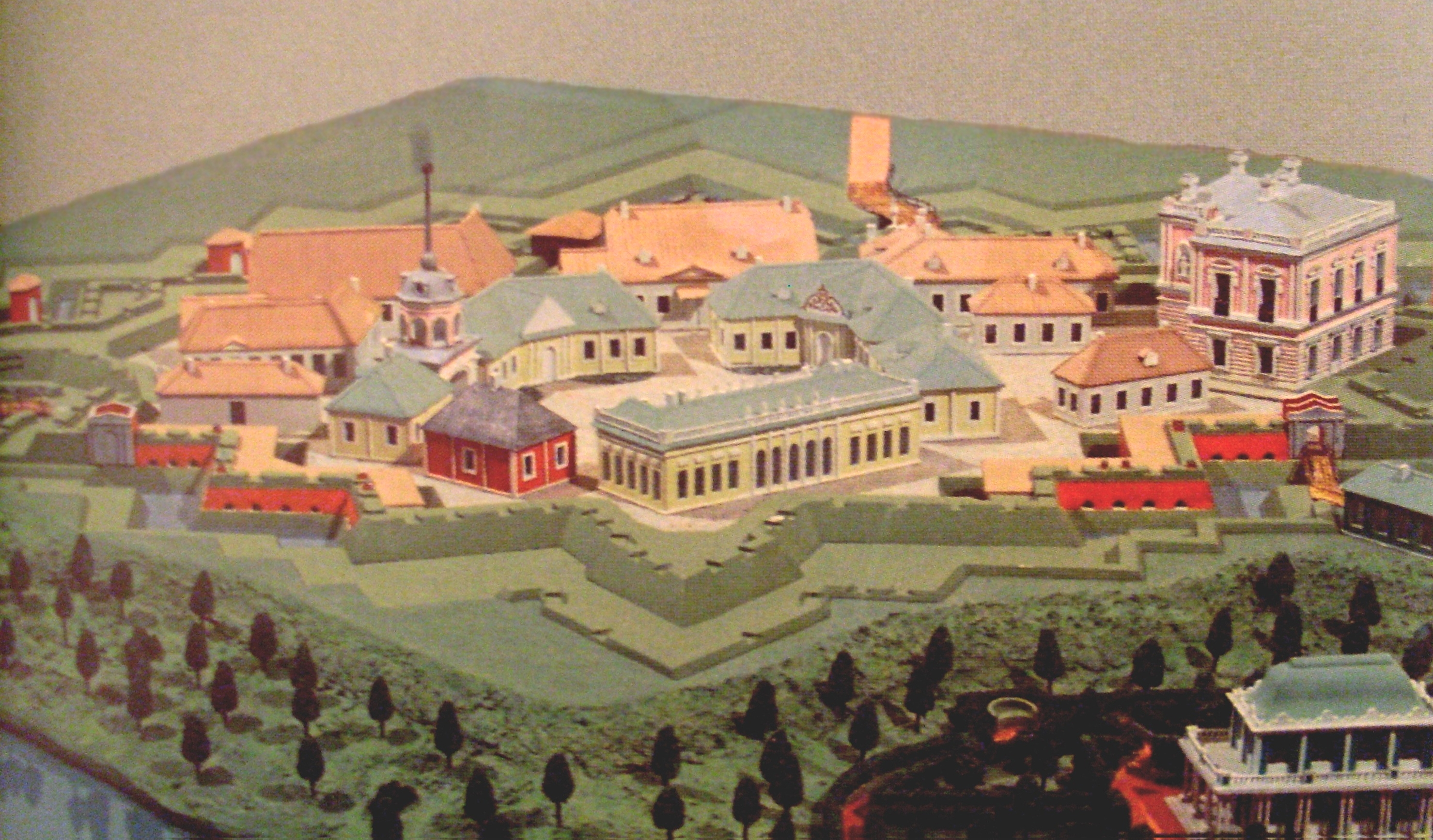
Архітектурна модель колишньої фортеці.

Будівництво розпочали з контракту в травні 1756 р., а на початку 1762 р. мініатюрна фортеця з палациком Петра Федоровича вже була готова. Мініатюрна фортеця мала вигляд дванадцятикутної зірки з Почесною брамою. Внутрішній майдан займали будинок коменданта, будинки двох генералів, арсенал, гауптвахта, казарми, лютеранська кірха. Споруди були одноповерхові. Винятком був мініатюрний палац Петра Федоровича у два поверхи. На ньому і зробив акцент архітектор.

## Споруда палацу

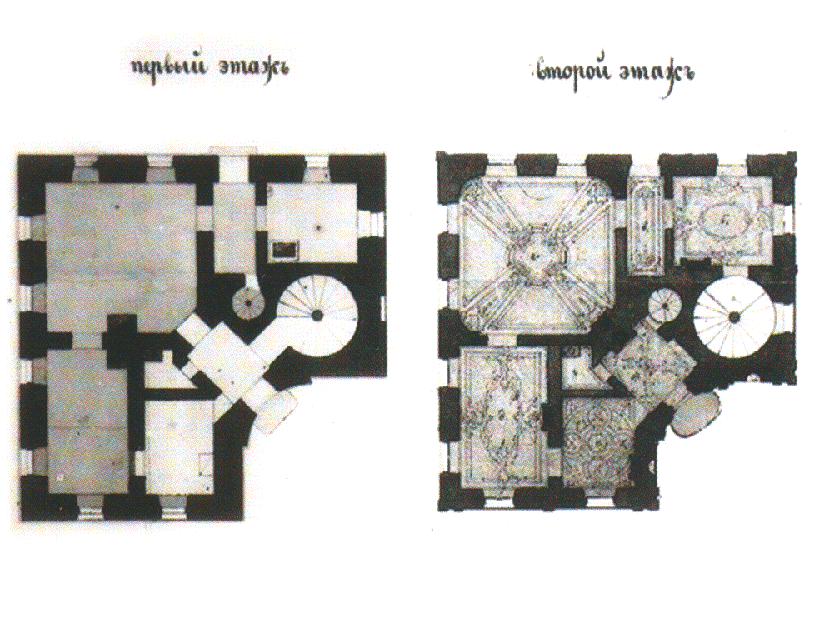
Палац Петра ІІІ, план 1-го і 2-го поверхів.

За поземним планом — це квадрат із заокругленим увігнутим фасадом замість одного з кутів. Саме ламаний увігнутий фасад і був повернутий на почесний двір, облямований двома бічними флігелями. Перший поверх палацу мав службовий характер і його розпланування було однаковим з поверхом другим, але інтер'єри — без оздоб. Ззовні перший поверх трактовано як базу для другого і прикрашено горизонтальним рустом та вікнами. Другий поверх — вищий за перший, декорований «лопатками» (пілястрами без баз і капітелей), вікнами-перфенетрами, забраними понизу золоченими ґратами. Вінчала палац — балюстрада. Палац потинькували, а тло стін другого поверху пофарбували в активний червоний колір, що підкреслило його значення в ансамблі.

## Гвинтові сходи
Кількість невеличких зал дорівнювала п'яти. На парадний другий поверх піднімалися гвинтовими сходами. Гвинтові сходи перенесені з центру трохи вбік і це стане улюбленим засобом у Рінальді. Далі йшла Передня зала.

## Оздоби текстилем
В оздобах стін невеличких зал переважали коштовні тканини — оксамит, штоф, брокатель, атлас з вишивками кольоровим шовком. В Кабінеті стіни були сріблясто-зелені, в Спальні — яскраво-червоні, в Будуарі — блакитні з вишивками кольоровим шовком. Оздоби залів доповнювали десюдепорти, гнучкі меблі доби рококо, стелі з ліпленням та паркети за індивідуальними малюнками. Всі тканини з часом забруднилися чи зіпсувалися і їх поздирали наприкінці 19 століття.
Ткане оздоблення в Будуарі замінили на триваліші панелі з деревини горіха. Їх колір відрізнявся від первісного, але перегукувався з різьбленими візерунками панелей та дверей.

## Буфетна
Буфетна — одна з найменших навіть серед малих залів палацика. Кімната передували Їдальні. Стіни блакитного кольору, а торець прикрасили вкриті сріблом кронштейни та китайська порцеляна. Кути кімнати прикрашали рельєфні зображення стовбурів пальм.

## Картинна зала
Це найбільша зала палацу, розташована в кутовій частині будівлі. Дві її стіни відкриті вікнами у парк. Дві інші — впритул вкрити картинами в так званій шпалерній системі. Використано було п'ятдесят вісім (58) картин, переважно пейзажів, жанрових картин та портретів невідомих. Використана лише декоративна складова живопису, переважно другорядних майстрів. Систему розташування картин розробив Якоб Штелін. Його проектні рішення передали в архів, що випадково зберігся.

## Російські лакові панно
Особливістю інтер'єрів палацу було широке використання лакових панно. Це російська імітація лакових панно Китаю, створених російськими майстрами. В їх створенні застосовані риси традиційного китайського живопису — площинність, відсутність європейської світлотіні, імітації китайських пейзажів і фігурок. Лакові візерунки створені також на панелях дверей, що відразу зробило їх видатними зразками декоративно-ужиткового мистецтва.

## Малий Італійський парк
Комплекс іграшкової фортеці архітектор Рінальді доповнив невеличким італійським парком. Він не мав єдиної осі з фортецею, а займав бічну ділянку берега на схилі до річки Карость. Три галявини парку займали три павільйони — Менажерія для птахів, павільйони Ермітаж та Китайський будиночок. Галявини були поєднані стежками, обсаженими стриженими кущами та деревами, що лише нагадували регулярні сади бароко. Через річку перекинули три дерев'яні мости. Усе розпланування було більш вільним і в очах прихильників регулярних садів — компромісним і незвичним.

## Втрати і реставрація
Втрати в ансамблі почалися ще у 18 столітті. Практично відразу після відсторонення (убивства)Петра ІІІ від влади, імператриця Катерина ІІ наказала конфіскувати низку картин з палаців Оранієнбвума. Привід — передача картин у новостворену Петербурзьку Академію мистецтв як навчальні зразки. Спустошені стіни, правда, прикрили картинами художника з міста Веймар.
Зруйновані негодою дерев'яні мости і павільйони розібрали у 1798 році. Тоді ж знищили земляні вали фортеці і всі її будівлі, окрім кам'яних Парадної брами та палацу Петра ІІІ. Перебудували в камені лише один міст в парку.
У 1830-ті роки садівник Джозеф Буш створює звичний пейзажний парк на місці малого Італійського парку Рінальді — без відновлення павільйонів і клопоту з регулярними частинами. У 1880-ті перероблені інтер'єри в палаці Петра ІІІ.
За часів СРСР засипали фонтани Нижнього саду бароко біля палацу Меншикова. На цьому місті створили футбольне поле. В палаці Петра ІІІ обладнали радянську бібліотеку.
Вивчення документів в архівах та дослідження збережених споруд почалося в повоєнні роки. Тоді ж віднайдені проектні рішення Рінальді та Якоба Штеліна щодо схем розташування полотен в Картинній залі. Використані картини другорядних майстрів фламандської, німецької, голландської шкіл — переважно побутового жанру, пейзажі та портрети невідомих. У 1961 — 1962 рр. палац в черговий раз ремонтували і відкрили як історико-побутовий музей.
Навколо палацу створені невеличкі квітники та встановили декілька мармурових скульптур. Більша частка з скульптур пошкоджена від вандальних нападів в добу дикого капіталізму. Постало питання чергової реставрації залишків споруд та розбитих скульптур і нові заходи по охороні і збереженні культурного надбання середини 18 століття, яке вдалося врятувати навіть в роки війни 1941—1945 років.